# Whenever You Need Somebody (singolo)
Whenever You Need Somebody è un singolo del cantante britannico Rick Astley proveniente dall'omonimo album Whenever You Need Somebody. Il singolo fu pubblicato il 31 ottobre 1987 nel Regno Unito, nel 1988 nel resto dell'Europa e il 22 settembre 1988 negli Stati Uniti. In Europa raggiunse la prima posizione in sette Paesi.

## La canzone
Si tratta della cover di una canzone uscita nel 1985 della cantante O'Chi Brown. Questa versione nel Regno Unito passò inosservata arrivando solo al 97° posto della classifica dei singoli da qui la scelta dei tre produttori, anche autori del brano, di riutilizzarla per l'allora astro nascente britannico.

## Tracce

### 7" single
1. Whenever You Need Somebody – 3:26
2. Just Good Friends – 3:45

### 7" single - Picture-disc
1. Whenever You Need Somebody – 3:26
2. Just Good Friends – 3:45

### 12" maxi
1. Whenever You Need Somebody (lonely hearts mix) – 7:34
2. Whenever You Need Somebody (instrumental) – 3:50
3. Just Good Friends – 3:45

## Video su YouTube
- https://www.youtube.com/watch?v=BeyEGebJ1l4